# Manchester United F.C. mùa bóng 1925–26
Mùa giải 1924-25 là mùa giải thứ 30 của Manchester United ở Liên đoàn bóng đá. Mới được thăng hạng Nhất, Đội bóng đã kết thúc vị trí xếp hạng tốt nhất kể từ trước Chiến tranh thế giới thứ nhất bằng cách hoàn thành vị trí thứ chín trong mùa giải.

## Giải bóng đá hạng nhất (First Division)
| Thời gian            | Đối thủ              | H/A | Tỷ số Bt-Bb | Cầu thủ ghi bàn                     | Số lượng khán giả |
| -------------------- | -------------------- | --- | ----------- | ----------------------------------- | ----------------- |
| 29 tháng 8 năm 1925  | West Ham United      | A   | 0 – 1       |                                     | 25,630            |
| 2 tháng 9 năm 1925   | Aston Villa          | H   | 3 – 0       | Barson, Lochhead, Spence            | 41,717            |
| 5 tháng 9 năm 1925   | Arsenal              | H   | 0 – 1       |                                     | 32,288            |
| 7 tháng 9 năm 1925   | Aston Villa          | A   | 2 – 2       | Hanson, Rennox                      | 27,701            |
| 12 tháng 9 năm 1925  | Manchester City      | A   | 1 – 1       | Rennox                              | 62,994            |
| 16 tháng 9 năm 1925  | Leicester City       | H   | 3 – 2       | Rennox (2), Lochhead                | 21,275            |
| 19 tháng 9 năm 1925  | Liverpool            | A   | 0 – 5       |                                     | 18,824            |
| 26 tháng 9 năm 1925  | Burnley              | H   | 6 – 1       | Rennox (3), Hanson, Hilditch, Smith | 17,259            |
| 3 tháng 10 năm 1925  | Leeds United         | A   | 0 – 2       |                                     | 26,265            |
| 10 tháng 10 năm 1925 | Newcastle United     | H   | 2 – 1       | Rennox, Thomas                      | 39,651            |
| 17 tháng 10 năm 1925 | Tottenham Hotspur    | H   | 0 – 0       |                                     | 26,496            |
| 24 tháng 10 năm 1925 | Cardiff City         | A   | 2 – 0       | McPherson (2)                       | 15,846            |
| 31 tháng 10 năm 1925 | Huddersfield Town    | H   | 1 – 1       | Thomas                              | 37,213            |
| 7 tháng 11 năm 1925  | Everton              | A   | 3 – 1       | McPherson, Rennox, Spence           | 12,387            |
| 14 tháng 11 năm 1925 | Birmingham           | H   | 3 – 1       | Barson, Spence, Thomas              | 23,559            |
| 21 tháng 11 năm 1925 | Bury                 | A   | 3 – 1       | McPherson (2), Spence               | 16,591            |
| 28 tháng 11 năm 1925 | Blackburn Rovers     | H   | 2 – 0       | McPherson, Thomas                   | 33,660            |
| 5 tháng 12 năm 1925  | Sunderland           | A   | 1 – 2       | Rennox                              | 25,507            |
| 12 tháng 12 năm 1925 | Sheffield United     | H   | 1 – 2       | McPherson                           | 31,132            |
| 19 tháng 12 năm 1925 | West Bromwich Albion | A   | 1 – 5       | McPherson                           | 17,651            |
| 25 tháng 12 năm 1925 | Bolton Wanderers     | H   | 2 – 1       | Hanson, Spence                      | 38,503            |
| 28 tháng 12 năm 1925 | Leicester City       | A   | 3 – 1       | McPherson (3)                       | 28,367            |
| 2 tháng 1 năm 1926   | West Ham United      | H   | 2 – 1       | Rennox (2)                          | 29,612            |
| 16 tháng 1 năm 1926  | Arsenal              | A   | 2 – 3       | McPherson, Spence                   | 25,252            |
| 23 tháng 1 năm 1926  | Manchester City      | H   | 1 – 6       | Rennox                              | 48,657            |
| 6 tháng 2 năm 1926   | Burnley              | A   | 1 – 0       | McPherson                           | 17,141            |
| 13 tháng 2 năm 1926  | Leeds United         | H   | 2 – 1       | McPherson, Sweeney                  | 29,584            |
| 27 tháng 2 năm 1926  | Tottenham Hotspur    | A   | 1 – 0       | Smith                               | 25,466            |
| 10 tháng 3 năm 1926  | Liverpool            | H   | 3 – 3       | Hanson, Rennox, Spence              | 9,214             |
| 13 tháng 3 năm 1926  | Huddersfield Town    | A   | 0 – 5       |                                     | 27,842            |
| 17 tháng 3 năm 1926  | Bolton Wanderers     | A   | 1 – 3       | McPherson                           | 10,794            |
| 20 tháng 3 năm 1926  | Everton              | H   | 0 – 0       |                                     | 30,058            |
| 2 tháng 4 năm 1926   | Notts County         | A   | 3 – 0       | Rennox (2), McPherson               | 18,453            |
| 3 tháng 4 năm 1926   | Bury                 | H   | 0 – 1       |                                     | 41,085            |
| 5 tháng 4 năm 1926   | Notts County         | H   | 0 – 1       |                                     | 19,606            |
| 10 tháng 4 năm 1926  | Blackburn Rovers     | A   | 0 – 7       |                                     | 15,870            |
| 14 tháng 4 năm 1926  | Newcastle United     | A   | 1 – 4       | Hanson                              | 9,829             |
| 19 tháng 4 năm 1926  | Birmingham           | A   | 1 – 2       | Rennox                              | 8,948             |
| 21 tháng 4 năm 1926  | Sunderland           | H   | 5 – 1       | Taylor (3), Smith, Thomas           | 10,918            |
| 24 tháng 4 năm 1926  | Sheffield United     | A   | 0 – 2       |                                     | 15,571            |
| 28 tháng 4 năm 1926  | Cardiff City         | H   | 1 – 0       | Inglis                              | 9,116             |
| 1 tháng 5 năm 1926   | West Bromwich Albion | H   | 3 – 2       | Taylor (3)                          | 9,974             |

| #  | Câu lạc bộ        | Tr | T  | H  | B  | Bt | Bb | Hs | Điểm |
| -- | ----------------- | -- | -- | -- | -- | -- | -- | -- | ---- |
| 8  | Bolton Wanderers  | 42 | 17 | 10 | 15 | 75 | 76 | –1 | 44   |
| 9  | Manchester United | 42 | 19 | 6  | 17 | 66 | 73 | –7 | 44   |
| 10 | Newcastle United  | 42 | 16 | 10 | 16 | 84 | 75 | +9 | 42   |

## FA Cup
| Thời gian           | Vòng đấu       | Đối thủ           | H/A | Tỷ số Bt-Bb | Cầu thủ ghi bàn       | Số lượng khán giả |
| ------------------- | -------------- | ----------------- | --- | ----------- | --------------------- | ----------------- |
| 9 tháng 1 năm 1926  | Vòng 3         | Port Vale         | A   | 3 – 2       | Spence (2), McPherson | 14,841            |
| 30 tháng 2 năm 1926 | Vòng 4         | Tottenham Hotspur | A   | 2 – 2       | Spence, Thomas        | 40,000            |
| 3 tháng 2 năm 1926  | Vòng 4 Đấu lại | Tottenham Hotspur | H   | 2 – 0       | Rennox, Spence        | 45,000            |
| 20 tháng 2 năm 1926 | Vòng 5         | Sunderland        | A   | 3 – 3       | Smith (2), McPherson  | 50,500            |
| 24 tháng 2 năm 1926 | Vòng 5 Đấu lại | Sunderland        | H   | 2 – 1       | McPherson, Smith      | 58,661            |
| 6 tháng 3 năm 1926  | Vòng 6         | Fulham            | A   | 2 – 1       | McPherson, Smith      | 28,699            |
| 27 tháng 3 năm 1926 | Bán kết        | Manchester City   | N   | 0 – 3       |                       | 46,450            |